# Liturgijska godina
Liturgijska godina (lat. Annus liturgicus) ili Crkvena godina (Annus ecclesiasticus) je godišnji ciklus razdoblja, svetkovina i blagdana u Katoličkoj Crkvi kojim se određuje u koje doba treba održavati koji liturgijski obred i na koji način. Traje 364 dana (52 tjedna). 
Svako razdoblje i blagdan u liturgijskoj godini ima svoje značenje i pravila liturgijskih slavlja, posebno svete mise (čitanja, molitve u Misalu, boje liturgijskog ruha i dr.).

## Uvod

### Dani
Osnovna liturgijska vremenska jedinica je dan. On traje od ponoći do ponoći kao građanski dan, ali svetkovine i nedjelje se počinju slaviti večer prije, što je ostatak židovskog shvaćanja prema kojemu dan traje od zalaska do zalaska sunca.
Kršćani prije svega slave nedjelju, liturgijski prvi dan u tjednu, jer je to dan Kristova uskrsnuća. Dani u tjednu različiti od nedjelje nazivaju se svagdani.
Sve nedjelje i neke svetkovine su zapovjedni blagdani tj. dani kada katolici imaju obavezu otići na misu i uzdržavati se od teških poslova. Zapovjedane svetkovine od odredbi Drugoga vatikanskog sabora variraju od države do države, ovisno o tradiciji.

### Slaganje kalendara
Popis slavlja po danima određene godine (katolički kalendar) slaže se od mjesnog kalendara i liturgijske godine. Zbog preklapanja redovito se događa da na isti dan neke godine padnu dva slavlja od kojih jedan ustupa mjesto drugome prema definiranom rangu.
Liturgija liturgijske godine definira slavlja za svaki dan u godini, uglavnom po tjednima. To znači da se određuje slavlje određenog dana u tjednu određenog tjedna liturgijske godine. Dakle, slavlja liturgijske godine uglavnom su pomična. Nepomični su samo dijelovi Božićnog razdoblja, što proizlazi iz činjenice da je sam Božić fiksan.
Iako liturgijska godina određuje slavlje svakog dana u godini te bi zato mogla biti dovoljna za sav liturgijski život, dodaju se i slavlja mjesnog kalendara. Mjesni kalendar uglavnom je fiksan tj. za određene datume određuje slavlja koja se tada slave pa je uglavnom isti svake godine. Uglavnom sadrži spomendane svetaca, a mnogi datumi ostaju prazni. Slaže se od Općega rimskog kalendara koji je obavezan za cijelu Crkvu Rimskog obreda i zakonitih dodataka mjesne biskupije, župe, redovničke ili druge zajednice što uključuje svetkovinu zaštitnika biskupije, župe, grada i ostala značajna slavlja mjesne zajednice.
Postoji nekoliko tzv. pomičnih dana u općem kalendaru koji se pomiču ovisno o liturgijskoj godini. Gospodnji dani među njima (svi osim Prečistog Srca Marijinog), te Božić i svetkovina Marije Bogorodice (1. siječnja) i jesu dio liturgijske godine pored toga što se tehnički vode i kao dio općeg kalendara.
Sva slavlja mjesnog kalendara dijele se na tri kategorije po važnosti:
- svetkovine;
- blagdani i
- spomendani koji mogu biti obavezni i neobavezni.

Većina dana iz liturgijske godine ne dijele se po gornjoj podjeli. Ipak, pored onih dana koji su istovremeno dio općeg kalendara, neki dani u liturgijskoj godini rangiraju se kao svetkovine.
Ako pri preklapanju svetkovina prepusti mjesto drugomu slavlju višeg ranga, ona se ipak mora održati te se prebacuje na drugi dan.

### Liturgijska slavlja
Liturgijsko slavlje prije svega je Misa. Ona se slavi svaki dan osim na Veliki petak i Veliku subotu. Ovisno o slavlju koje padne na taj dan, određuje se misa tj. liturgijska čitanja i molitve te boja liturgijskog ruha. U značajnije liturgijske dane svećenik je obvezan držati misu koja je propisana, dok za ostale dane ima određenu slobodu izbora. Nedjeljom, svetkovinama i u još neke dane liturgijske godine čitaju se tri biblijska čitanja, a u ostale dane dva.
Ostala bogoslužja (sprovod, križni put, razne molitve) ili sakramenti mogu se slaviti ako i na način koji dozvoljava liturgijsko razdoblje, i imaju posebno propisana pravila. Ograničenja se uglavnom svode na zabranu nekih sakramenata i slavlja u dijelu vazmenog trodnevlja (Veliki petak i Velika subota), kada je zabranjena i misa. Tijekom „jakih liturgijskih vremena” (došašća i korizme), nema sakramenta ženidbe.

## Liturgijska razdoblja
Liturgijska razdoblja dodaju se povrh fiksnog kalendara i vezana su za neke fiksne dane, tjedne i datum Uskrsa. Zato ne počinju i ne završavaju isto svake godine. Tako ni sama liturgijska godina, koja počinje prvom nedjeljom došašća, ne počinje uvijek na isti dan.
Ako dan iz liturgijskoga razdoblja (uglavnom svagdan) prepusti mjesto fiksnom danu, slavi se taj fiksni dan kombiniran s elementima razdoblja prema liturgijskim pravilima.

### Došašće
Došašće je prvo razdoblje u liturgijskoj godini, vrijeme priprave za Božić. Kršćani se pripremaju za proslavu Kristovog prvog dolaska, ali i za njegov drugi dolazak. Do Drugoga vatikanskog sabora pokornički karakter došašća bio je jače izražen. 
Počinje u nedjelju najbližu blagdanu Sv. Andrije (30. studenog) i traje do Badnjaka 24. prosinca navečer. Badnja večer liturgijski se već ubraja u Božić. Došašće ima točno četiri nedjelje. Svetkovine koje padnu u nedjelju prebacuju se na subotu prije. Liturgijska boja je ljubičasta, osim treće nedjelje došašća (tzv. Radosna nedjelja) kada se može obući i ružičasta. U misama na nedjelje došašća ne govori se Slava. Za došašće su svojstvene i mise zornice.

### Božićno vrijeme
Liturgijski Božić počije na Badnju večer 24. prosinca. Tu večer može se slaviti misa Božićnog bdijenja koja predstavlja direktnu pripravu za Kristovo rođenje.
Božić je drugi po važnosti kršćanski blagdan. Slavi se rođenje Isusa Krista tj. Njegovo utjelovljenje (inkarnacija). Samo rođenje slavi se u ponoć na misi polnoćki jer se po tradiciji smatra da je Isus tada rođen. Kroz dan mogu se još slaviti dvije mise, zornica i danja. Dakle, na sam dan Božića (ne računajući bdijenje) mogu se slaviti tri mise, što je rijetkost. Svaka od njih ima svoja misna čitanja.
Božić ima svoju osminu tj. vrijeme od osam dana na koje se produžuje slavlje (25. prosinca do 1. siječnja). Nedjelja koja padne strogo unutar osmine (2. – 7. dan) je blagdan Svete obitelji. Ako Božić padne u nedjelju pa tog dana nema, Sveta obitelj se slavi u petak 30. prosinca. Osmina u užem smislu, tj. osmi dan od Božića je svetkovina Marije Bogorodice, 1. siječnja.
Nedjelja između 1. i 6. siječnja, ako postoji, druga je nedjelja po Božiću.
6. siječnja slavi se svetkovina Bogojavljenja (Tri kralja). To je najstariji kršćanski godišnji blagdan (najstariji blagdan je nedjelja). Teološki, slavi se Božja objava čovjeku, posebice svim narodima, za što je povod poklon triju mudraca s istoka.
Nedjelja iza Bogojavljenja je blagdan Krštenja Gospodinovog. Slavi se Isusovo krštenje na rijeci Jordan čime počinje njegovo javno djelovanje. Ovim blagdanom liturgijski završava božićno vrijeme.
U nekim zemljama (npr. u SAD-u) Bogojavljenje se prebacuje na prvu nedjelju nakon svetkovine Marije Bogorodice (1. siječnja). Tamo Krštenje Gospodinovo pada na isti dan kao u ostatku država, na prvu nedjelju nakon 6. siječnja, ali ako je tada Bogojavljenje Krštenje Gospodinovo se prebacuje na ponedjeljak iza. Također, druge nedjelje po Božiću nema nikad.
Boja liturgijskog ruha u Božićnom vremenu je bijela.

### Vrijeme kroz godinu
Između božićnog vremena i korizme te nakon uskrsnog vremena do kraja liturgijske godine traje vrijeme kroz godinu. To je vrijeme bez posebnog značenja u liturgiji kada se razmatraju razne teme iz kršćanskog života.
Sadrži 34 tjedna. Nedjelje kojima počinju ti tjedni nazivaju se po broju tjedna, npr. 27. nedjelja kroz godinu. Slavlja predviđena u vrijeme kroz godinu često se izostavljaju jer ustupaju mjesto drugim slavljima. Tako 1. nedjelja kroz godinu uopće ne postoji jer prvi tjedan kroz godnu počinje u ponedjeljak iza Krštenja Gospodinovog. Nedjelje kroz godinu ustapuju mjesto ne samo svetkovinama nego i Gospodnjim blagdanima, dok dani u tjednu ustupaju mjesto obaveznim spomendanima, a po želji svećenika i neobaveznim spomendanima ili drugim slavljima.
Vrijeme kroz godinu prekida se uskrsnim ciklusom. Time nestanu dani kroz godinu od srijede do subote u jednom tjednu i nedjelja kojom počinje idući, a u većini godina i cijeli dodatni tjedan kada se kalednarski dogodi da vrijeme kroz godinu zapravo traje 33, a ne 34 tjedna. Vrijeme kroz godinu uvijek se nastavlja tako da završi 34. tjednom kroz godinu.
Nedjelja nakon uskrsnog vremena, tj. nakon Duhova, je svetkovina Presvetog Trojstva kada se slavi otajstvo trojedinog Boga. Četvrtak nakon toga je svetkovina Tijelova kada se slavi otajstvo euharistije. Petak u idućem tjednu je svetkovina Presvetog Srca Isusovog. Posljednja nedjelja kroz godinu je svetkovina Krista Kralja.
Liturgijska boja je zelena.

### Korizma
Korizma je pokorničko vrijeme priprave za Uskrs. Od Drugoga vatikanskog sabora, pokora traje 40 dana kao spomen na četrdesetodnevni Isusov post u pustinji prije krštenja. Među pokorničke dane se ne broje nedjelje jer je svaka nedjelja blagdan uskrsnuća. Kada se izbroji tih 40 dana, pokora počinje na Čistu srijedu (Pepelnicu). Tada počinje i korizma. No, u korizmu se liturgijski broje i nedjelje iako na njih nije obavezna pokora te se isključuju pokornički dani koji padnu u Vazmeno trodnevlje. Tako korizma neprekidno traje od Čiste srijede do pred misu Večere Gospodnje na Veliki četvrtak.
Na Čistu srijedu obavezan je post i nemrs, a petkom u korizmi nemrs. Vjernike se poziva i na druge oblike pokore, molitve, duhovne vježbe isl. Trebala bi se izbjegavati velika slavlja. 
Posljednji tjedan prije Uskrsa naziva se Veliki tjedan. On počinje na Nedjelju muke Gospodnje (Cvjetnica) kada se slavi Isusov mesijanski ulazak u Jeruzalem i spominje se muke. Preciznije, mesijanski ulazak u Jeruzalem se slavi u procesiji prije jedne od misa, a na samoj misi se spominje muke. Liturgijska boja na Cvjetnicu je crvena.
Ujutro na četvrtak u velikom tjednu (Veliki četvrtak) (a rijetko i koji dan prije) slavi se misa posvete ulja. Na njoj se u svakoj biskupiji skupljaju svi svećenici, koliko mogu, i u koncelebraciji s biskupom posvećuju ulje (krizmu) koje se koristi u sakramentima tijekom cijele godine.
U korizmi se ne pjeva Aleluja, čak niti u slavljima kojima korizmeni svagdan ustupi mjesto. Nedjeljama nema Slave. Često se održava pobožnost križnog puta. Svetkovine koje padnu u nedjelju ili u veliki tjedan prebacuju se na subotu prije. Čista srijeda ima prvenstvo pred svim slavljima, a ostali dani u korizmi pred spomendanima. Neobavezni spomendani se mogu ukomponirati u misu prema liturgijskim pravilima. Liturgijska boja je ljubičasta osim na Cvjetnicu kada je crvena i na misi posvete ulja kada je bijela. Na 4. korizmenu nedjelju, tzv. Sredoposnu, može se koristiti i roza.

### Vazmeno trodnevlje
Najznačajnije vrijeme u liturgijskoj godini je Vazmeno trodnevlje. Tada se kršćani spominju najvećeg otajstva spasenja, muke, smrti i uskrsnuća Isusa Krista. Zove se trodnevlje jer se sastoji od tri dana, petka, subote i nedjelje, ali počinje u četvrtak navečer kada po židovskom shvaćanju počinje petak. Vazmeno trodnevlje ima poseban obredni karakter koji slavi cijela Crkva pa ono ne dopušta nikakve liturgije koje nisu vezane za ova otajstva ili se ne slave u vidljivom Crkvenom zajedništvu. Papa Benedikt XVI. je 2009. napravio izuzetak od ovog pravila dozvolivši misu zadušnicu za stradale u potresu u L'Aquili na Veliki petak.
Vazmeno trodnevlje počinje navečer na Veliki četvrtak misom Večere Gospodnje. Slavi se posljednja večera na kojoj su ustanovljeni sakramenti euharistije i svetog reda. Liturgijska boja je bijela. Dok se pjeva Slava mogu zvoniti zvona, ali ona ostaju tiho od tada do Vazmenog bdijenja. Za vrijeme te mise svećenik pere noge dvanaestorici muškaraca, kao spomen na Isusovo pranje nogu apostolima. Na kraju mise nema blagoslova, nego se u tišini krene u procesiju s Presvetim do nekog od pokrajnjih oltara. Nakon toga se ostane u molitvi pred tim oltarom, ponekad i cijelu noć, kao spomen na Isusovu molitvu u Maslinskoj gori te noći.
Veliki petak je dan Isusove muke i smrti. Obavezan je post i nemrs. Zabranjeni su svi sakramenti, uključujući i misu, osim ispovijedi i bolesničkog pomazanja. Održava se obred Kristove muke u pravilu u vrijeme njegove smrti oko tri sata popodne, ali zapravo češće predvečer da više vjednika može doći. U obredu se pjeva muka iz evanđenja po Ivanu. Nakon propovijedi slijedi klanjanje križu što mogu učiniti svi vjernici (za razliku od primanja euharistije). Pred kraj se dijeli pričest posvećena dan prije na misi Večere Gospodnje.
Na Veliku subotu nema slavlja, sakramenti su i dalje zabranjeni, a preporuča se i dalje post i nemrs koliko je moguće. Cijeli dan se priprema za Uskrs.
U noći, tj. već na Uskrs u vazmenom bdijenju slavi se uskrsnuće, Kristova pobjeda nad smrću što je temelj kršćanske vjere. To je produžena misa s bitno više čitanja i obredom svjetla u kojem se blagoslivlja uskrsna svijeća umjesto uvodnog obreda. Nepostojanje završnog obreda na misi Večere gospodnje i uvodnog obreda u Vazmenom bdijenju stvara dojam da je cijelo trodnevlje zapravo jedno liturgijsko slavlje. Vazmeno bdijenje je vrhunac vazmenog trodnevlja i najsvečanija misu u liturgijskoj godini. Često se upravo u ovom bogoslužju krste katekumeni koji su se pripremali kroz korizmu. Liturgijska boja je bijela, pjevaju se slava i aleluja.
Na sam dan Uskrsa dozvoljena je još jedna misa, danja. Vazmeno trodnevlje završava krajem uskrsnog dana.

### Uskrsno vrijeme
Slavlje uskrsnuća produžuje se na 50 dana uskrsnog vremena, koje traje od Uskrsa do nedjelje Duhova. Tijekom Uskrsnog razdoblja na svetim misama gori uskrsna svijeća.
Prvih osam dana čini Uskrsnu (Vazmenu) osminu. Svi se dani osmine slave kao svetkovina.
40. dan po Uskrsu (brojeći i Uskrs) je svetkovina Uzašašća (Spasovo) kojom se svetkuje Isusov uzlazak a nebo. Pada u četvrtak 6. tjedna po Uskrsu.
50. dan po Uskrsu i posljednji dan uskrsnog vremena su Duhovi, treći po važnosti kršćanski blagdan. Slavi se silazak Duha Svetoga na apostole i rođenje Crkve.
U misama kroz uskrsno vrijeme prvo čitanje je iz Djela apostolskih umjesto iz Starog zavjeta. Liturgijska boja je bijela osim na Duhove kada je crvena.

## Rangiranje slavlja
Kada se dogodi da dva slavlja padnu na isti dan jedan ustupa mjesto drugome prema sljedećem redosljedu:
1. Vazmeno trodnevlje;
2. Božić, Bogojavljenje, Uzašašće, Duhovi, nedjelje u došašću, korizmi i uskrsnom vremenu, Čista srijeda, svagdani u Velikom tjednu, svagdani u uskrsnoj osmini;
3. svetkovine u općem kalendaru, Dušni dan;
4. ostale svetkovine, dodane od biskupije ili drugih, a to mogu biti:
  - svetkovina zaštitnika grada ili države,
  - obljetnica posvete crkve i
  - svetkovina naziva, uteljemitelja ili zaštitnika redovničke zajednice ili kongregacije;
5. Gospodnji blagdani u općem kalendaru;
6. nedjelje u božićnom vremenu i vremenu kroz godinu;
7. ostali blagdani u općem kalendaru;
8. ostali blagdani, dodani od biskupije ili drugih;
9. dani u došašću od 17. prosinca do 24. prosinca, dani unutar božićne osmine, svagdani u korizmi;
10. obavezni spomendani u općem kalendaru;
11. ostali obavezni spomendani;
12. neobavezni spomendani;
13. ostali svagdani (u došašću, božićnom vremenu, vremenu kroz godinu i uskrsnom vremenu).

Može se dogoditi da dvije svetkovine iz općeg kalendara (točka 3.) padnu na isti dan. Tada prednost ima Gospodnja svetkovina.
Kada se Gospodnji blagdani (točka 5.) slave umjesto nedjelje iz točke 6., misa svejedno ima formu nedjeljne, tj. dodaje se treće čitanje i vjerovanje.
Ako dva obavezna spomendana istog ranga (točka 10. ili točka 11.) padnu na isti dan, oba postaju neobavezna (točka 12.).
Ako je na neki dan neobavezni spomendan (točka 12.) ili više njih ili svagdan iz točke 13., svećenik bira što će slaviti, a može slaviti i druge vrste misa. Ne može se u jednoj misi slaviti više toga.
Spomendani i druge vrste misa, kada se slave, kombiniraju se sa slavljima iz točke 13. prema liturgijskim pravilima.
Neobavezni spomendani koji se preklope s danima iz točke 9., iako im daju prednost, mogu se kombinirati s njima tako da budu spomenuti na misi. Obavezni spomendani koji tada padnu pretvaraju se u neobavezne pa za njih vrijedi isto pravilo. Zbog toga se obavezni spomendani uglavnom niti ne stavljaju u vrijeme kada se mogu preklopiti s točkom 9.
Gornji redosljed treba imati u vidu pri slaganju lokalnih kalendara, jer često ispada da se neki dani niti ne mogu staviti ako je u općem kalendaru tada dan višeg ranga.